# Юшкевичова, Мария
Мария Юшкевичова (31 декабря 1894, Воронеж — ?) — польская детско-юношеская писательница.

## Биография
Дочь Вацлава и Марии урожд. Псурулакис. В 1900—1919 годы жила в Маньчжурии, Японии и Китае. По воспоминаниям писательницы, ее отец работал инженером на Китайско-Восточной железной дороге и перевез к себе жену и дочь. Также по воспоминаниям, бабушка и дедушка со стороны отца происходили из Вильнюса, принимали участие в январском восстании, за что были сосланы в Сибирь. Училась, среди прочего, в частном польском пансионе в Харбине. Какое-то время жила в Гуанчжоу.
Юшкевичова окончила гимназию во Владивостоке, там же в Восточном Институте изучала английский язык. Свой жизненный опыт она использовала позже, при написании книг, действие которых происходит в Восточной Азии. Кроме книг для детей, писала одноактовые представления, которые игрались на Польском радио в Варшаве (1927). Писала статьи о культуре Японии для межвоенной прессы. Сотрудничала с журналами: «Moje Pisemko», «Płomyk», «Płomyczek», «Czyn Młodzieży», «Przegląd Wieczorny», «Rzeczpospolita», «Gazeta Warszawska», «Tygodnik Ilustrowany», «Kobieta Współczesna». Читала лекции. В 1929 организовала вечер японской литературы и музыки, в программе которого читала доклад о японских женщинах и свой роман. В 1931—1932 годы читала в Варшаве лекции о японских женщинах, о воспитании детей и подростков. Работала в правлении Польско-японского общества, была членом правления Польско-китайского общества (в 1930 была членом Ревизионной комиссии), а также членом Общества польских писателей и журналистов (в 1935 входила в состав совета директоров) и Польского авторского общества ZAiKS.
В период межвоенного двадцатилетия Юшкевичова получила признание как автор сказок и оригинальных книг для детей и юношества, а также как знаток культуры Дальнего Востока. По ее произведениям для детей ставили театральные постановки — в частности, в 1933 году Театр Ласточка (Teatr Jaskółka) поставил ее японскую сказку Лунный свет, с музыкальной обработкой Анатола Зарубина и сценографией Яна Голуса.
Первый муж, ротмистр российского полка Лион-Лев, умер в 1915 в Уяздовском госпитале в Варшаве, когда Юшкевичова была во Владивостоке. Вторым мужем был литератор, полковник Владислав Юшкевич, в браке родилась дочь Ирена.

## Галерея

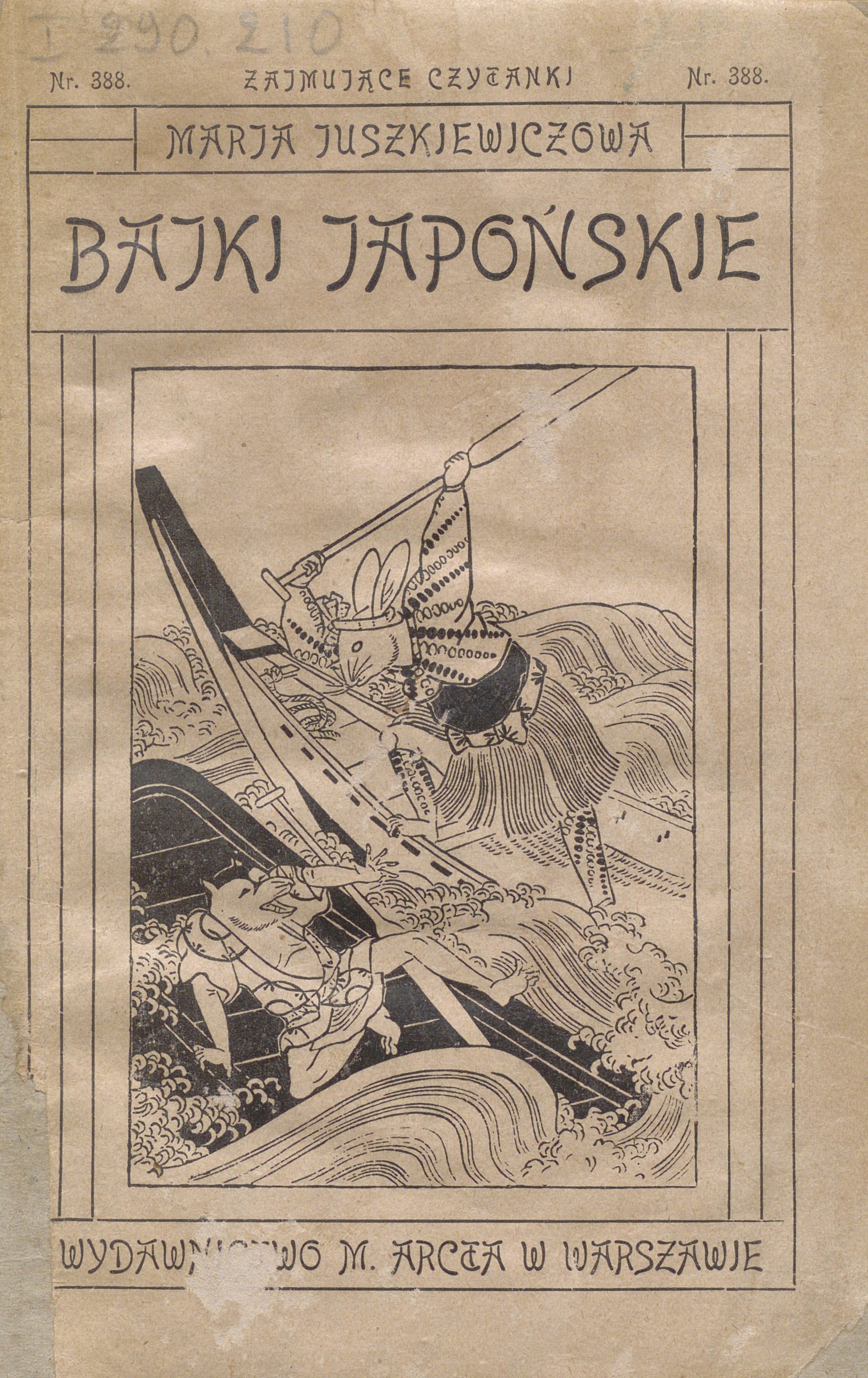
Bajki japońskie (1924)
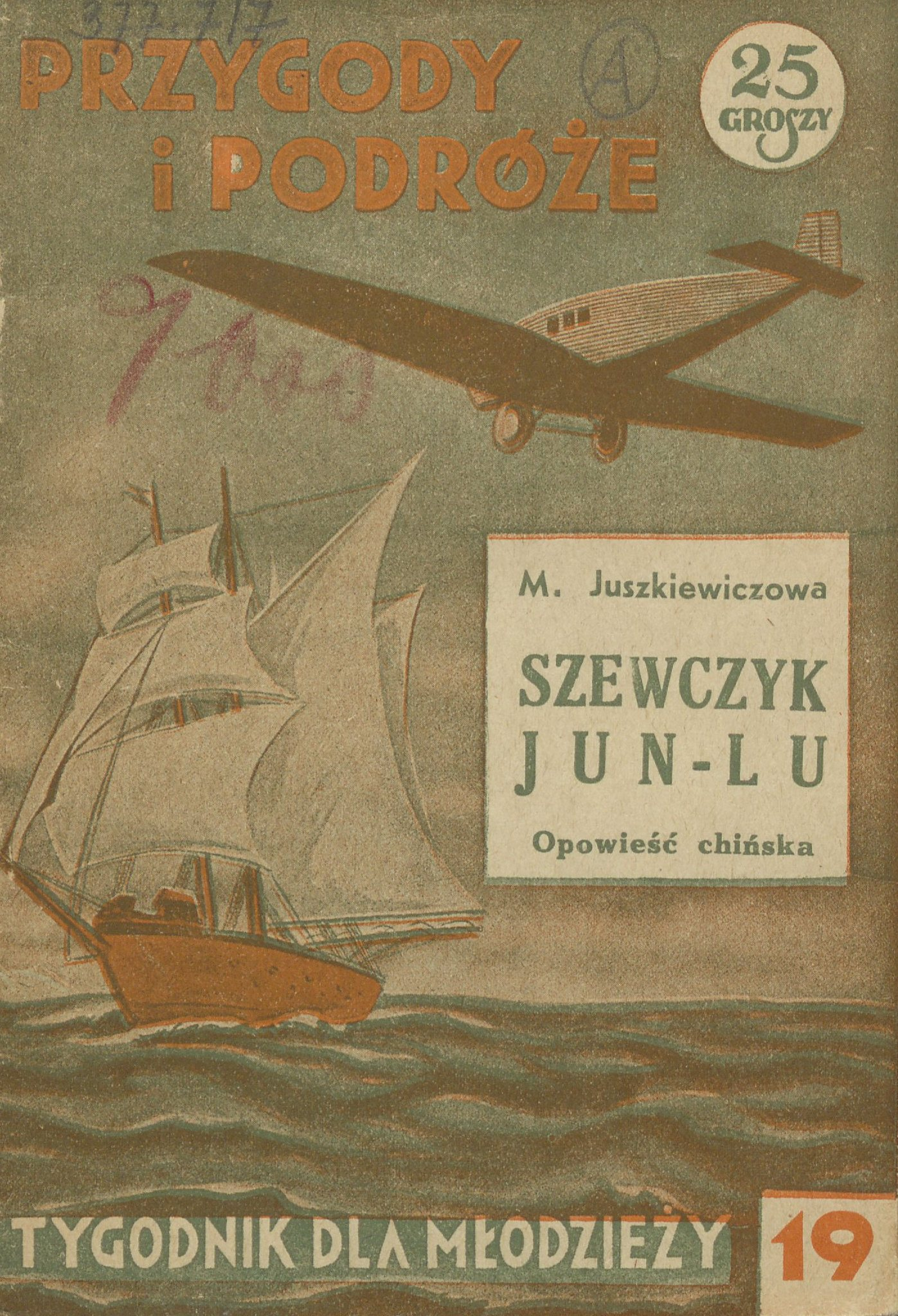
Szewczyk Jun-Lu (1934)
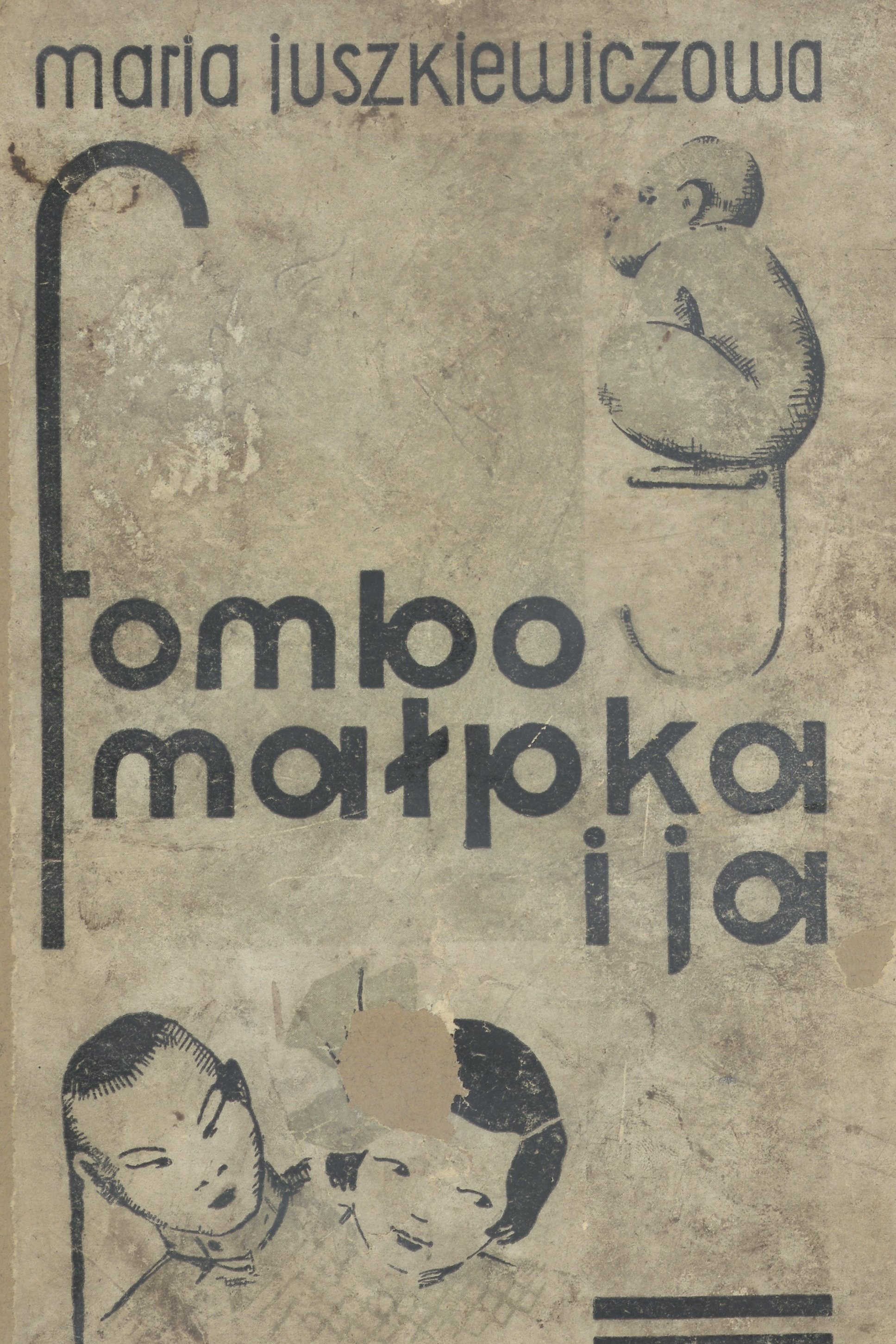
Fombo, małpka i ja (1935)
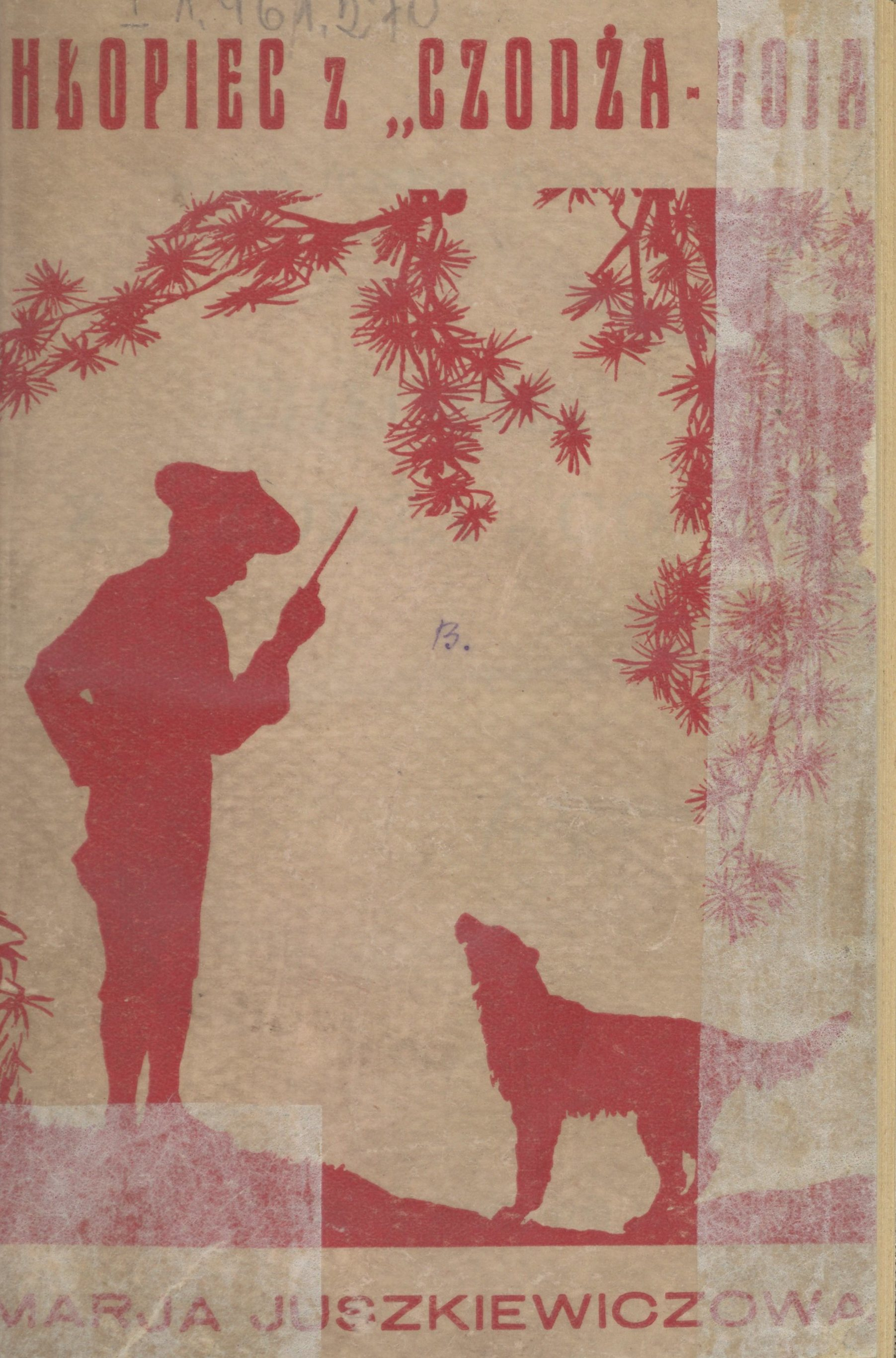
Chłopiec z „Czodża-Goja” (1936)
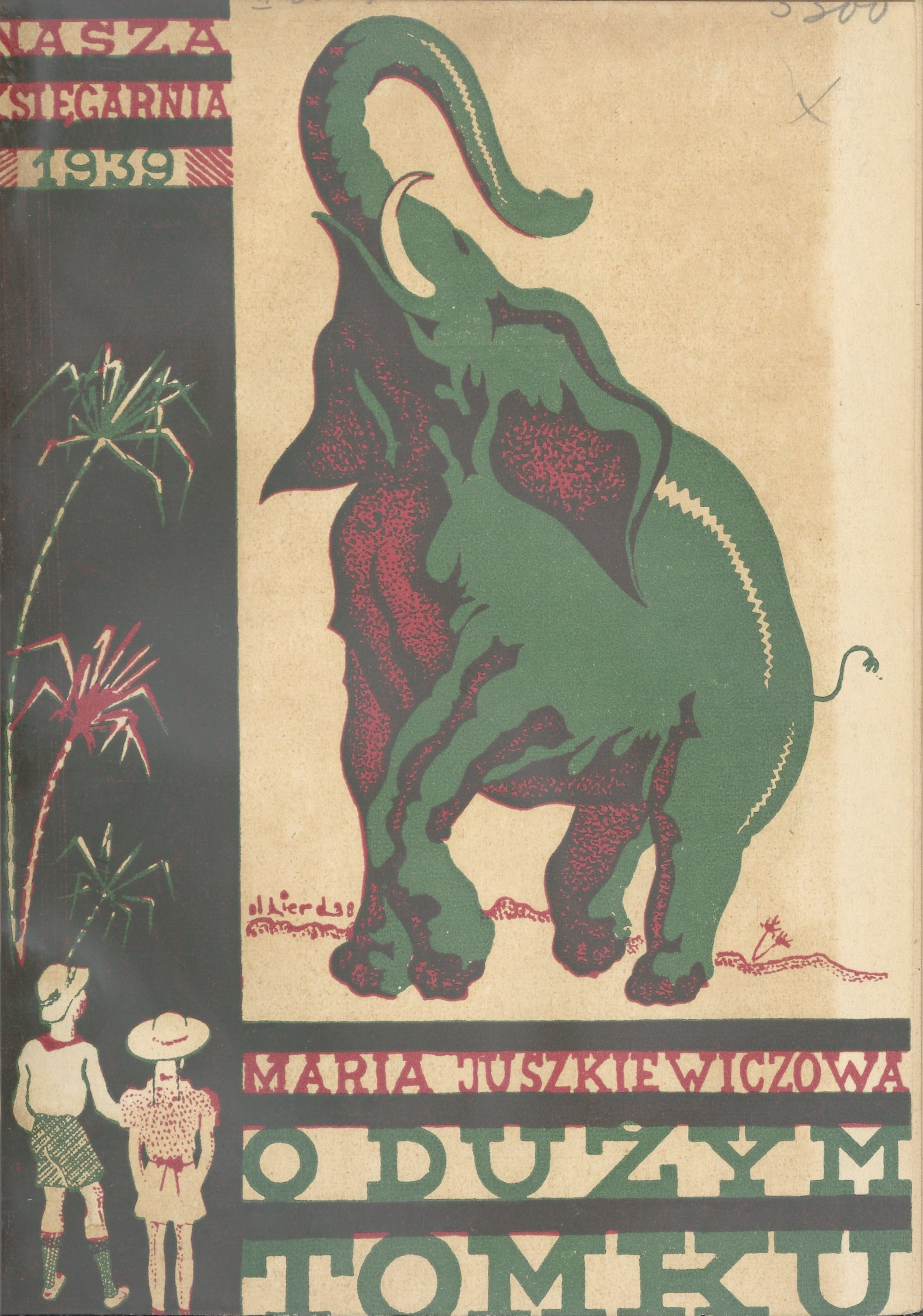
O dużym Tomku (1939)

## Творчество

### Литературные произведения
- Bajki japońskie, 1924[21]
- Duch wierzby. Legendy i baśnie japońskie, 1924[21]
- Jak Bolek został harcerzem: obrazek sceniczny w jednej odsłonie, 1928[22]
- Kazia Leniuszek: obrazek sceniczny w jednej odsłonie, 1928 (wraz z Antonim Bogusławskim)[10]
- W jednej rodzinie: obrazek sceniczny w jednej odsłonie, 1931[22]
- Święto księżyca. Bajki japońskie, 1932[23]
- O dużym Tomku, 1934[24]
- Szewczyk Jun-Lu: opowieść chińska, 1934[22]
- Małpka i krabik. Bajki japońskie, 1935[23]
- Chłopiec z «Czodża-goja», 1936[3]
- Listek klonu. Przygody małej Polki w Japonii, 1937[3]
- Fombo, małpka i ja, 1934[25]
- Czarodziejski imbryczek: baśnie i legendy japońskie, 1958[26]

### Избранные публикации в прессе
- Koronacja w Japonii, «Tygodnik Illustrowany», nr 48, 1928[27]
- Dziewięć rodzin ryżu O-ki. Legenda japońska, «Rzeczpospolita», nr 317, 1928[28]
- Życie rodzinne i towarzyskie w Japonii, «Nasze Życie. Polski Tygodnik Ilustrowany», nr 27, 1937[29]
- Poetka Kaga-No-Chiyo «Tygodnik Illustrowany», nr 31, 1939[30]